# Power-User
Der Power-User ist ein Benutzer, der über erweiterte Fähigkeiten bei der Anwendung von Software im Vergleich zu durchschnittlichen Nutzern verfügt und/oder sein System besonders stark auslastet. Ein Power-User verfügt dabei nicht notwendigerweise über umfassende technische Kenntnisse der von ihm genutzten Hardware, sondern zeichnet sich in erster Linie durch sein Verhalten aus, diese so intensiv wie möglich für seine Einsatzgebiete zu nutzen.
Internetdienstanbieter bezeichnen Personen als Power-User, die über ihren Internetzugang ein überdurchschnittliches Datenverkehrsaufkommen (Datenmenge pro Abrechnungszeitraum) generieren. Dies kann dazu führen, dass Anbieter vor allem für mobile Nutzung die Datenübertragungsrate begrenzen.